# Ptychadena uzungwensis
Ptychadena uzungwensis é uma espécie de anfíbio da família Ranidae.
Pode ser encontrada nos seguintes países: Angola, Burundi, República Democrática do Congo, Malawi, Moçambique, Ruanda, África do Sul, Tanzânia, Zâmbia e Zimbabwe.
Os seus habitats naturais são: campos de gramíneas de baixa altitude subtropicais ou tropicais sazonalmente húmidos ou inundados, campos de altitude subtropicais ou tropicais, pântanos, marismas de água doce e marismas intermitentes de água doce.